# Marqueixanes
Marqueixanes ([məɾkə'ʃanəs], localment Marquixanes [məɾki'ʃanəs], igual que en francès) és una comuna de la comarca del Conflent, a la Catalunya del Nord.
En el terme hi havia l'antic poble dels Quers, actualment desaparegut. La dita sobre els marqueixanencs és A Marquixanes fan córrer el bou mascle.

## Etimologia
Segons Coromines, el topònim Marqueixanes prové de matres caxanas, és a dir, mares dels roures, en una mostra de culte ancestral a la natura.

## Geografia

### Localització i característiques generals del terme

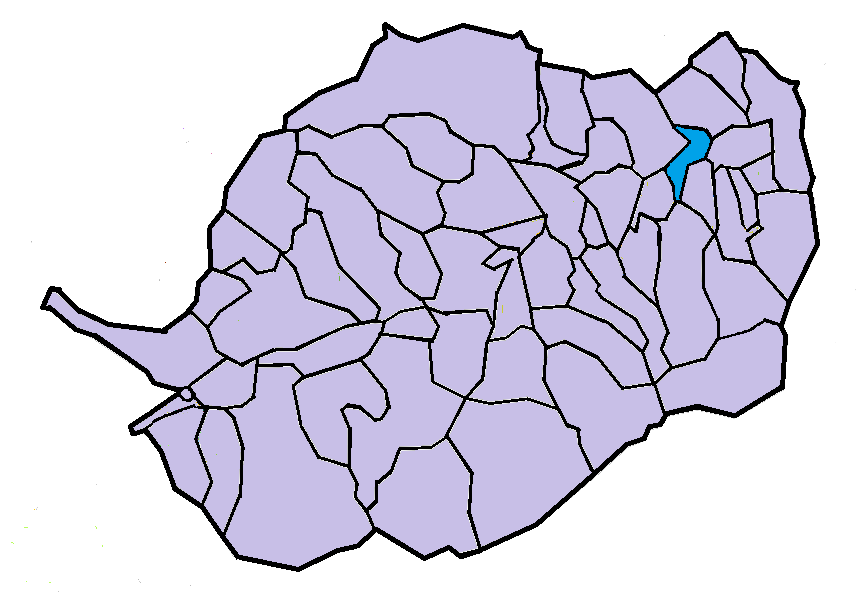
Situació de la comuna de Marqueixanes en el Conflent

El terme comunal de Marqueixanes, de 48.000 hectàrees d'extensió, és situat a banda i banda de la Tet, a la zona nord-oriental de la comarca del Conflent. Es troba a la cua del Pantà de Vinçà.
A la dreta de la Tet, el terme inclou una ampla zona de regadiu, solcada per diversos canals de regadiu, i una zona aspra, al límit amb Espirà de Conflent. El tros de terme a l'esquerra del riu és un coster d'orografia trencada i despoblat.
Termes municipals limítrofs:
| Eus       | Arboçols | Vinçà              |
|           |          | Espirà de Conflent |
| Els Masos | Estoer   |                    |

### El poble de Marqueixanes

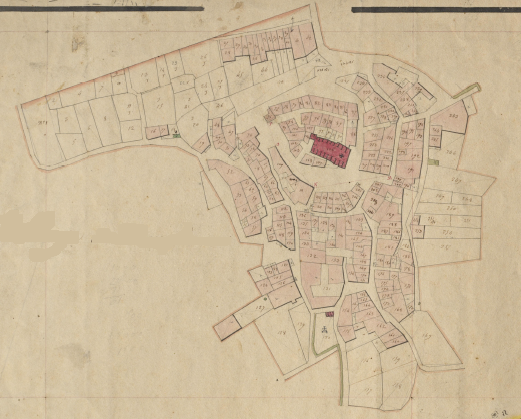
Marqueixanes en el Cadastre napoleònic del 1812 (Arxius Departamentals dels Pirineus Orientals)

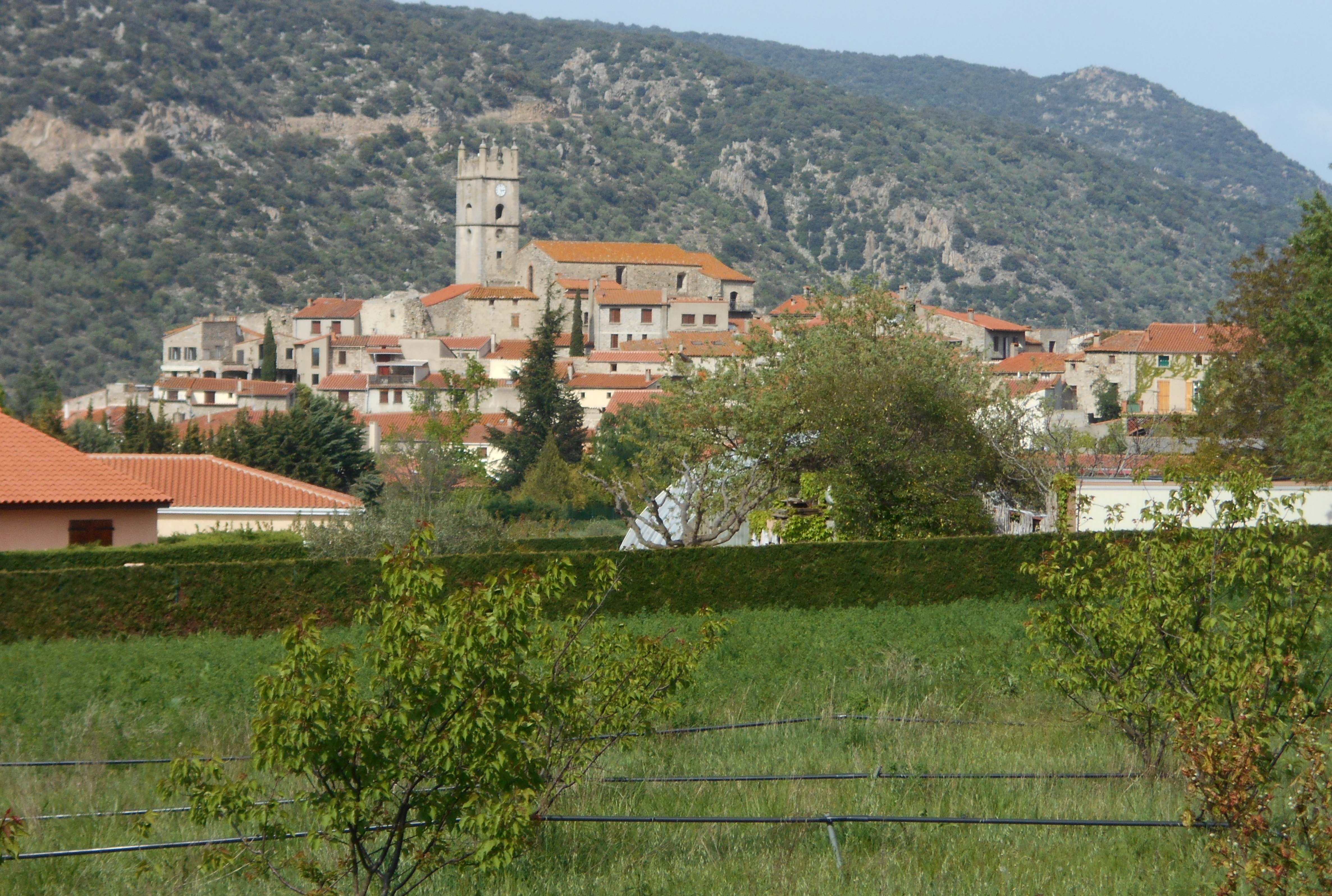
Vista general del poble

Lleugerament aturonat a la dreta de la Tet, a prop del lloc on desemboca en aquest riu el Còrrec de la Coma d'Espirà, Marqueixanes conserva bona part de la cellera de la qual nasqué el poble i d'un segon recinte murallat més tardà, del segle xii. La cellera es formà a l'entorn de l'església parroquial de Santa Eulàlia de Marqueixanes i prop del Castell de Marqueixanes. A partir del nucli medieval, el poble de Marqueixanes s'ha estès cap al sud en una sèrie de barris nous entre el poble vell i el cementiri, i cap al nord-oest, resseguint el traçat de la carretera general, que passa pel nord del poble.
Al cementiri municipal hi ha la capella de Sant Ponç de Marqueixanes, que fou construïda de bell nou per substituir l'antiga capella de Sant Ponç situada dins del poble.

### Els Quers
Actualment convertit en despoblat, els Quers era un poble situat a prop i a ponent del poble de Marqueixanes, a la riba dreta de la Tet.

### Els masos del terme
Marqueixanes és de les poques comunes nord-catalanes que a penes té construccions aïllades, fora del nucli de població. Tot just es pot comptar el Cortal de Roc Rodon (única construcció a l'esquerra de la Tet) i sis casots sense nom. Hi havia hagut el Molí de Marqueixanes, o Molí Paucó, i dos altres molins propers al poble, el Silvestre i el de la Passera, que són en terme d'Eus. A Marqueixanes es troben fins a quatre ponts: el de la Canal, el de les Canals (diferents), el de Marqueixanes i el Pont Nou.

### Hidrologia
El principal curs d'aigua de Marqueixanes és la Tet, que migparteix el terme comunal, tot i que la riba esquerra és del tot despoblada. D'aquesta riba esquerra davallen cap al riu el Còrrec dels Racons, amb el dels Baixos i el de Rabassers, també anomenat Rec de la Cabaneta o de l'Hort Agre, el Còrrec de Coma Sabatera, o Rec de Jolloc, amb el Còrrec de les Teixoneres, el Còrrec de la Solana i el de la Coma de Pedrís.
A la riba dreta de la Tet es troba la major part del terme de Marqueixanes, amb els cursos d'aigua més importants. El principal afluent de la Tet en aquesta part del terme és el Còrrec de la Coma d'Espirà, que en bona part del seu recorregut és termenal amb Espirà de Conflent. Al llarg del seu recorregut rep per l'esquerra, procedents del terme de Marqueixanes, tot de petits còrrecs de la zona de les Graules, al sud del terme, el Còrrec dels Albrics, el de Grandelles, el dels Pruners, el del Forn, el de les Reixes, el dels Cocones, fins que arriba al sud del poble, on entra del tot en terme de Marqueixanes. Aleshores rep per la dreta el Còrrec de les Voles i el de la Deguda.
A ponent del poble i del terme discorre el Còrrec de la Coma dels Masos, que porta unit el de les Ardenes, i els dos anomenats dels Clots. Una mica a llevant seu, paral·lels, discorren dos còrrecs amb el mateix nom: Còrrec de Bartó. A l'extrem de llevant del terme, fronterer amb Vinçà, es troben els còrrecs del Canigós, amb el de la Coma de l'Oliu i el del Putxet, o Puget.
Les fonts més destacades de Marqueixanes són la Font del Molí, o del Molí Silvestre, la Font de la Roca i la Font Joaneta. D'altra banda, en el terme de Marqueixanes hi ha una sèrie d'hidrotopònims referits al sistema d'irrigació del terme: l'Agulla de les Arenes, la de les Escaleres, la dels Olivells, la de la Deguda, el Partidor de l'Aigua, el Rec de la Solana, el Rec del Molí, amb la Mina en el seu recorregut subterrani, el Rec Nou i el Rec Vell.

### Orografia
Els topònims de Marqueixanes que indiquen formes de relleu són els següents: boscs: el Bosc d'en Forgós; clots: els Clots; colls: Coll de Valloreres; comes: Coma de l'Oliu, Coma dels Masos, Coma de Pedrís, Coma d'Espìrà, Coma Sabatera; planes: els Plans, la Plana; muntanyes: el Putxet, o Puget, el Puig de Rabassers i Roc Rodon; serres: Serra de l'Alzina, Serra de les Ardenes, Serra de Valloreres, i solanes: la Solana.

### El terme comunal
Les partides i indrets específics del terme són els Albrics, les Ardenes, les Arenes, Bartó, les Colomines, les Cones, els Còrrecs, la Creueta, la Deguda, el de Dellà, les Escaleres, els Evols (nom antic, ja en desús), el Figueral, Grandelles, abans Graudelles, les Graules, els Monars, els Olivells, els Quers, Rabassers, els Racons, la Rectoressa, les Reixes, la Roca, Roc Rodon, les Teixoneres, Vallorera, la Vinya d'en Vestit (nom antic), el Vinyer, els Vinyers, les Vinyes del Roc i les Voles. Alguns topònims indiquen senyals termenals, com el Roc de la Creueta, el Roc de Sornià, Roc Rodon, la Termenera del Puig de Rabassers i la Termenera del Bosc d'en Forgós.

## Transports i comunicacions

### Carreteres
La principal carretera que travessa el terme de Marqueixanes és la N - 116 (Perpinyà - la Guingueta d'Ix), que venint de Perpinyà té forma d'autovia fins a prop de Bulaternera. Aquesta carretera, que passa al nord del poble, comunica Marqueixanes amb Perpinyà en 40,5 quilòmetres, d'una banda (passant per tot de poblacions, en les quals l'autovia evita el pas pel nucli de la població: Vinçà, a 4,4 quilòmetres, Rodès, a 8, Bulaternera, a 13, Illa, a 15,2, Nefiac, a 18,8, Millars, a 25,3, Sant Feliu d'Amunt, a 26, Sant Feliu d'Avall, a 27, i el Soler), a 30,6, en direcció est. Cal dir que en tot el traçat d'autovia, de Bulaternera cap a l'est, existeix la calçada antiga de la N - 116, ara D - 916, que sí que passa pels nuclis de població esmentats. Per la mateixa carretera, ara ja com a carretera convencional, els Masos és a 2,8 quilòmetres, Prada, a 5, etc.
En el terme hi ha només una altra carretera, curta, la D - 35a (Marqueixanes - D - 35, a Eus), que uneix la població amb la carretera D - 35 (N - 116, a Prada - Arboçols), que discorre per l'esquerra de la Tet.

### Transport públic col·lectiu
Marqueixanes té un bon servei de transport públic. La línia 200 (Perpinyà - Prada) uneix les poblacions de Perpinyà, el Soler, Sant Feliu d'Avall, Sant Feliu d'Amunt, Millars, Nefiac, Illa, Bulaternera, Rodès, Vinçà, Marqueixanes, Eus i Prada. Aquesta línia ofereix cinc serveis diaris en direcció ponent, un d'ells de caràcter semidirecte, i només tres a la inversa, un d'ells també semidirecte. No circula els dies festius. Cal dir que la parada d'aquesta línia és a peu de carretera, no entra en el poble.
Amb un traçat similar hi ha la línia 240, que ofereix quatre serveis diaris en direcció a Perpinyà i sis cap a Prada. Com l'altre, alguns d'aquests serveis és semidirecte, també amb parada a Bulaternera, i tampoc no circula els dies festius.
La línia 260, també amb recorregut i característiques semblants, té dos serveis diaris en cada direcció. Circula cada dia, però el diumenge amb horaris diferents.

### Ferrocarril
Marqueixanes té estació de tren de la línia Perpinyà - Vilafranca de Conflent, on enllaça amb l'anomenat tren groc, de Vilafranca de Conflent a la Tor de Querol. És la línia 12 TER Llenguadoc Rosselló.

### Els camins del terme
Els camins interiors del terme de Marqueixanes són el Camí de Bartó, el de la Coma d'Espirà, el de la Serra de les Ardenes, el de la Solana, el del Coll de Valloreres, el de les Ardenes, el de les Arenes, el de les Vinyes, el del Molí, el del Pla, el del Putxet, o Puget, el dels Albrics, rl dels Clots i el de Vallorera. Les vies de comunicació que enllacen amb els pobles i termes veïns són el Camí Vell d'Arboçols, la Ruta d'Arboçols, la de Prada i la de Vinçà.

## Activitats econòmiques
Marqueixanes conserva bona part de l'activitat tradicionalment principal del terme, l'agricultura. Més de 200 hectàrees destinades a l'agricultura, en una cinquantena d'explotacions permeten una bona collita de fruita (préssecs, pomes, albercocs, cireres i peres), vinya, amb una denominació d'origen controlat. També s'hi cullen hortalisses (sobretot enciams, escaroles i fruits primerencs) i hi ha una mica de ramaderia, reduïda a uns quants caps de bovins. Hi ha dues cooperatives, relacionades amb l'agricultura del poble: la Cooperativa Agrícola de Venda i la Cava Cooperativa Vinícola.

## Història

### Edat mitjana
El primer esment de Marqueixanes data del 1025, moment en què es produí l'intercanvi entre el bisbe d'Elna Berenguer i l'abat Esclua de Sant Martí de Canigó de les esglésies de Santa Eulàlia de Marqueixanes i de Sant Sadurní de Vernet. Els segles següents reberen diverses donacions i vendes que engrandiren el seu territori, entre els quals els diferents pobles que actualment integren la comuna dels Masos: Joncet, Favars i Avellanet. L'any 1172 Alfons I autoritzà l'abat Guillem a construir-hi muralles. L'abadia del Canigó conservà la senyoria de Marqueixanes tot al llarg de l'edat mitjana.

### Edat Moderna
Fou una pertinença de Sant Martí de Canigó fins a la secularització d'aquest monestir el 1784, poc abans de la Revolució Francesa.

## Demografia

### Demografia antiga
La població està expressada en nombre de focs (f) o d'habitants (h)
| 27 f | 26 f | 13 f | 13 f | 27 f | 24 f | 25 f | 84 f | 82 f | 505 h | 102 f | 110 f |

### Demografia contemporània
| Evolució de la població |      |      |      |      |      |      |      |      |
| 1793                    | 1800 | 1806 | 1821 | 1831 | 1836 | 1841 | 1846 | 1851 |
| 474                     | 488  | 564  | 571  | 561  | 581  | 589  | 619  | 583  |

| 1856 | 1861 | 1866 | 1872 | 1876 | 1881 | 1886 | 1891 | 1896 |
| ---- | ---- | ---- | ---- | ---- | ---- | ---- | ---- | ---- |
| 576  | 536  | 532  | 530  | 570  | 564  | 509  | 491  | 480  |

| 1901 | 1906 | 1911 | 1921 | 1926 | 1931 | 1936 | 1946 | 1954 |
| ---- | ---- | ---- | ---- | ---- | ---- | ---- | ---- | ---- |
| 446  | 461  | 480  | 446  | 393  | 416  | 412  | 386  | 405  |

| 1962 | 1968 | 1975 | 1982 | 1990 | 1999 | 2004 | 2009 | 2014 |
| ---- | ---- | ---- | ---- | ---- | ---- | ---- | ---- | ---- |
| 388  | 363  | 333  | 307  | 299  | 397  | 513  | 541  | 551  |

Fonts: Ldh/EHESS/Cassini fins al 1999, després INSEE a partir deL 2004

### Evolució de la població

Població 1962-2008

## Administració i política

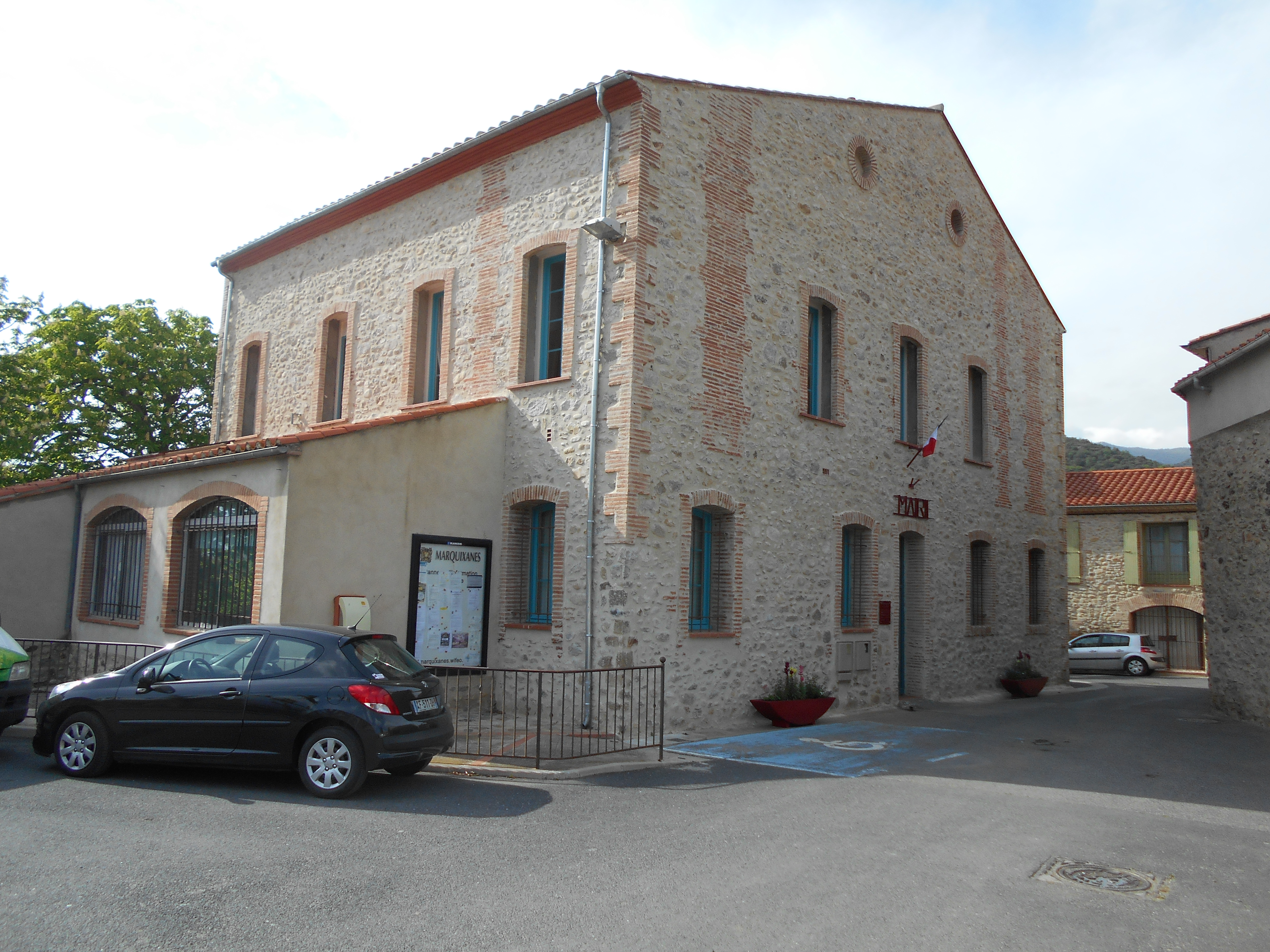
Casa Mas, actual Casa del Comú

### Batlles
| Alcalde                   | Període                       |
| ------------------------- | ----------------------------- |
| Jean Carbonell            | 1790 - 1793                   |
| Bonaventure Vergès        | 1793 - 1795                   |
| François Vallmary         | 1795 - 1795                   |
| François Mas-Molins       | 1795 - 1796                   |
| Jean Carbonell            | 1796 - 1800                   |
| Xavier Queyra             | 1800 - 1810                   |
| Ambroise Mas-Marie        | 1810 - 1815                   |
| Bonaventure Ferran        | 1815 - 1815                   |
| François-Xavier de Compte | 1815 - 1826                   |
| Joseph Solera             | 1826 - 1828                   |
| Joseph Mas-Maler          | 1828 - 1831                   |
| Jean Izern                | 1831 - 1846                   |
| Pierre Vergès             | 1846 - 1848                   |
| Maurice Mas               | 1848 - 1856                   |
| Jean Solera               | 1856 - 1858                   |
| François Dorandeu-Solera  | 1858 - 1865                   |
| François Mas-Illes        | 1865 - 1873                   |
| Jean Petit                | 1874 - 1903                   |
| François Escape           | 1903 - 1908                   |
| François Dorandeu         | 1908 - 1919                   |
| Pierre Llagonne           | 1919 - 1924                   |
| Joseph Dorandeu           | 1925 - 1944                   |
| Martin Fons               | 1944 - 1947                   |
| Laurent Fabre             | 1947 - 1959                   |
| Émile Pauco               | 1959 - 1966                   |
| Lucien Baillette          | 1966 - 1977                   |
| Jules Debeyre             | 1977 - 1983                   |
| Gérard Dorandeu           | 1983 - Març del 2001          |
| Gérard Capdet             | Març del 2001 - Març del 2014 |
| Anne-Marie Canal          | Març del 2014 - Moment actual |

### Legislatura 2014 - 2020

#### Batlle
- Anne-Marie Canal.

#### Adjunt al batlle[10]
- 1r: Jean-François Mir
- 2n: Dolorès Bonikowski
- 3r: Sophie Aubert.

#### Consellers municipals
- Virginie Milhe
- Denis Leroux
- Matthieu Ruisseaux
- Naziha Tahiri
- Claudia Chandeysson
- Dominique Battle
- Martine Amoros
- Christophe Fabre
- Jacques Vanelle
- Jacques Vasseur.

### Adscripció cantonal

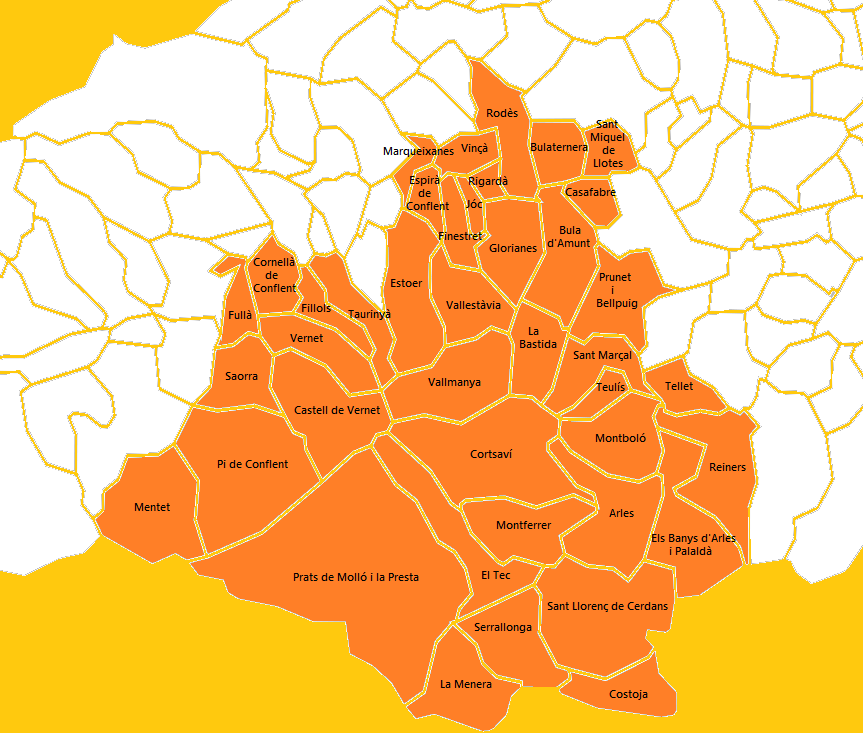
Mapa del Cantó del Canigó

A les eleccions cantonals del 2015 Marqueixanes ha estat inclòs en el cantó número 2, denominat El Canigó, amb capitalitat al poble dels Banys d'Arles, de la comuna dels Banys i Palaldà. Està format per les viles d'Arles, Prats de Molló i la Presta, Sant Llorenç de Cerdans, del Vallespir, i Vinçà, del Rosselló, i els pobles del Conflent de Castell de Vernet, Cornellà de Conflent, Espirà de Conflent, Estoer, Fillols, Finestret, Fullà, Glorianes, Jóc, Marqueixanes, Mentet, Pi de Conflent, Rigardà, Rodès, Saorra, Taurinyà, Vallestàvia, Vallmanya i Vernet, els del Rosselló de la Bastida, Bula d'Amunt, Bulaternera, Casafabre, Prunet i Bellpuig, Sant Marçal, Sant Miquel de Llotes, Tellet i Teulís, i els del Vallespir dels Banys i Palaldà, Cortsaví, Costoja, la Menera, Montboló, Montferrer, Reiners, Serrallonga i el Tec forma part del cantó número 2, del Canigó (nova agrupació de comunes fruit de la reestructuració cantonal feta amb motiu de les eleccions cantonals i departamentals del 2015). Són conselleres per aquest cantó Ségolène Neuville i Alexandre Reynal, tots dos del Partit Socialista francès.

### Serveis comunals mancomunats
Marqueixanes forma part de la Comunitat de comunes de Conflent - Canigó, amb capitalitat a Prada, juntament amb Prada, Arboçols, Campome, Campossí, Canavelles, Castell de Vernet, Catllà, Clarà i Villerac, Codalet, Conat, Cornellà de Conflent, Escaró, Espirà de Conflent, Estoer, Eus, Finestret, Fillols, Fontpedrosa, Fullà, Jóc, Jújols, els Masos, Mentet, Molig, Mosset, Noedes, Nyer, Oleta i Èvol, Orbanyà, Orellà, Pi de Conflent, Rià i Cirac, Rigardà, Saorra, Serdinyà, Soanyes, Sornià, Tarerac, Taurinyà, Toès i Entrevalls, Trevillac, Vallestàvia, Vallmanya, Vernet, Vilafranca de Conflent i Vinçà.

## Ensenyament i Cultura
A Marqueixanes hi ha una escola pública, amb seccions de Maternal i de Primària. Un cop acabada aquesta etapa, la població infantil del poble va a cursar la secundària als col·legis d'Estagell, Illa, Prada o Sant Pau de Fenollet; pel que fa al batxillerat, els més propers són els liceus de Prada.

## Llocs i monuments
- Ruïnes del castell de Marqueixanes
- Església parroquial de Santa Eulàlia de Marqueixanes.